# Facultad de Química e Ingeniería Química (Universidad Nacional Mayor de San Marcos)
La Facultad de Química e Ingeniería Química de la Universidad Nacional Mayor de San Marcos (siglas: FQIQ-UNMSM) es una de las veinte facultades que conforman dicha universidad. La facultad en la actualidad, dentro de la organización de la universidad, forma parte del área de Ciencias Básicas y cuenta con las escuelas académico-profesionales de Química, de Ingeniería Química y, de Ingeniería Agroindustrial, que brindan tanto estudios de pregrado como de postgrado. Se encuentra ubicada dentro de la ciudad universitaria.

## Historia
La Facultad de Química e Ingeniería Química (FQIQ) de la Universidad Nacional Mayor de San Marcos es una de las facultades universitarias en el Perú, que combina las carreras de Química e Ingeniería Química, siendo por esa razón de gran importancia y prestigio en su campo de acción profesional.
El 24 de abril de 1946, la Facultad de Química, recibió una nueva denominación: Facultad de Química e Ingeniería Química, según ley 10555. Desde el inicio, esta facultad ofreció las dos secciones profesionales: Química e ingeniería química. Estas dos profesiones son afines y complementarias en la vida práctica, pero claramente diferenciadas en sus funciones y aplicaciones en la industria.
En abril de 1968, se aprobó un plan de estudios con carácter experimental que modificaba, actualizaba los currículos profesionales de los químicos e ingenieros químicos que venían rigiendo desde su fundación.
En septiembre de 1984 la ley Universitaria n.º 23733 dio por finalizado el sistema de departamentos Académico Profesional de Química con las actuales Escuelas Académico profesionales de Química e Ingeniería Química .
En enero de 1991, por resolución de Decanato n.º 1129-D-FQIQ-91, se aprobó el Plan Curricular, el cual, estuvo en vigencia hasta fines del año 1995 y en febrero de 1996, con Resolución de Decanato N.- 2500-D-FQIOQ-96 se aprueba en la facultad los nuevos planes de Estudios de las Escuelas Académico Profesionales de Química (07.1) y de Ingeniería Química(07.2) y son ratificado con Resolución Rectoral N.- 1490-CR-96 de fecha 19 de marzo de 1996, el cual está en vigencia.